# XTE J1650−500
XTE J1650-500 är dubbelstjärna som omfattar en kandidat till ett stellärt svart hål och en transient binär röntgenkälla, från 2000–2001 belägen i den norra delen av stjärnbilden Altaret. År 2008 hävdades det att detta svarta hål hade en massa på 3,8 ± 0,5 solmassor, vilket skulle ha varit den minsta som hittats för något svart hål, mindre än GRO 1655−40, den då kända minsta på 6,3 solmassor. Detta påstående drogs dock senare tillbaka och den mer sannolika massan är 5–10 solmassor.

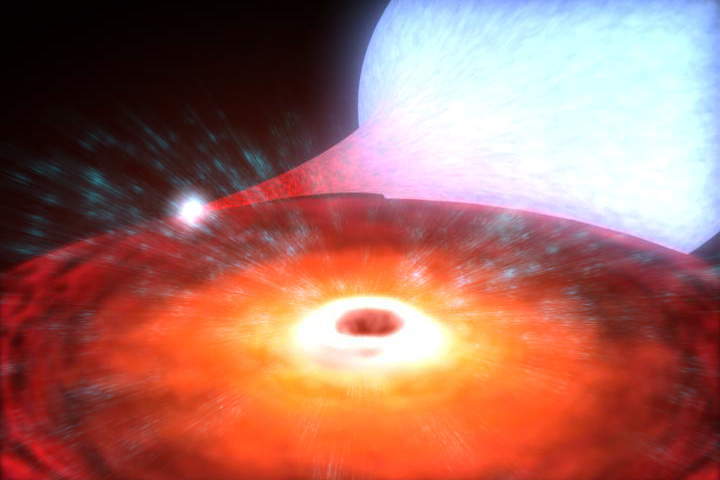
En konstnärs vision av XTE J1650-500.

Omloppsperioden för det svarta hålet och dess följeslagare är 0,32 dygn.